# Сосновский, Владимир Иванович
Влади́мир Ива́нович Сосно́вский (1 марта 1871 — 1 октября 1915) — русский офицер, герой Первой мировой войны.

## Биография
Православный. Из потомственных дворян Киевской губернии. Уроженец Херсонской губернии.
Окончил 2-й кадетский корпус (1889) и 2-е военное Константиновское училище (1891), откуда выпущен был подпоручиком в 26-ю артиллерийскую бригаду.
Произведен в поручики 26 июля 1895 года, в штабс-капитаны — 19 июля 1898 года, в капитаны — 29 августа 1904 года. Участвовал в русско-японской войне, за боевые отличия был награждён тремя орденами. Окончил Офицерскую артиллерийскую школу "успешно".
10 августа 1910 года произведен в подполковники, с назначением командиром 2-й батареи 28-й артиллерийской бригады, с которой вступил в Первую мировую войну. Удостоен ордена Св. Георгия 4-й степени
За то, что 30 августа 1914 года, когда колонна отряда, в которой находилась его батарея, при следовании от Тольмингкемена к Ошенинкину, подверглась внезапному нападению неприятеля, быстро занял позицию, своим огнём задержал наступление противника и тем дал возможность нашему отряду развернуть боевой порядок и, несмотря на огонь трех неприятельских батарей, продержался на позиции до вечера, когда был выручен своей пехотою, отбившею штыковую атаку противника, направленную против батареи.
Был дважды контужен. Скончался от ран 19 сентября 1915 года. Был женат.

## Награды
- Орден Святой Анны 3-й ст. (ВП 15.07.1902)
- Орден Святой Анны 4-й ст. (ВП 17.12.1906)
- Орден Святого Станислава 2-й ст. с мечами (1906)
- Орден Святого Владимира 4-й ст. с мечами и бантом (ВП 9.05.1907)
- Орден Святой Анны 2-й ст. (1910)
- Орден Святого Георгия 4-й ст. (ВП 25.04.1915)